# Ivan Šubic
Ivan Šubic (tudi Janez), slovenski matematik, naravoslovec, umetnostni zgodovinar in slikar, * 12. oktober 1856, Poljane nad Škofjo Loko, † 11. marec 1924, Ljubljana.

## Življenje in delo
Njegov oče je bil kmet in podobar Janez Šubic, bratranca pa Štefanova sinova, uveljavljena slikarja Janez in Jurij. Mati je bila kmetica Jera Kisovic. Osnovno šolo je obiskoval v Škofji Loki, gimnazijo v Ljubljan. Za tem je študiral prirodopis in matematiko na Dunaju. Bil je organizator obrtnega šolstva in občinski svetovalec v Ljubljani, kjer si je pridobil zasluge za gradnjo ljubljanskega vodovoda in elektrarne ter za izsuševanje Ljubljanskega barja. Dolga leta je deloval kot konservator pri Osrednji komisiji za varstvo umetnostnih in zgodovinskih spomenikov. Bil je tudi deželni poslanec za Škofjo Loko in Kranj ter profesor fizike na realki v Ljubljani.